# Zdravko Stoičkov
Zdravko Vasilev Stoičkov (in bulgaro Здравко Василев Стоичков?; Tărgovište, 2 luglio 1964) è un ex sollevatore bulgaro medagliato mondiale e campione europeo che ha gareggiato nelle categorie dei pesi medi (fino a 75 kg.) e dei pesi massimi leggeri (fino a 82,5 kg.).

## Carriera
Nel 1983 Zdravko Stoičkov, all'età di 19 anni, vinse la medaglia di bronzo nella categoria dei pesi medi ai Campionati mondiali ed europei di Mosca con 362,5 kg. nel totale, alle spalle del connazionale Aleksandăr Vărbanov (oro) e del sovietico Vladimir Kuznecov (argento), entrambi con 370 kg. nel totale.
L'anno seguente Stoičkov conquistò la medaglia d'oro ai Campionati europei di Vitoria con 370 kg. nel totale, battendo Vărbanov (argento) e Kuznecov (bronzo), entrambi con 367,5 kg.
Non poté però competere alle successive Olimpiadi di Los Angeles 1984, dove sarebbe stato tra i favoriti per le medaglie, a causa del boicottaggio dei Paesi dell'Est europeo in quell'edizione dei Giochi Olimpici.
Nel 1985, dopo essere passato alla categoria superiore dei pesi massimi leggeri, vinse la medaglia d'argento ai Campionati europei di Katowice con 382,5 kg. nel totale, battuto dall'altro suo connazionale Asen Zlatev (392,5 kg.).
A seguito di ripetuti infortuni di cui soffrì negli anni successivi, Zdravko Stoičkov decise di ritirarsi dall'attività agonistica nel 1988, riprendendo a sollevare pesi per un club tedesco dal 1995 al 2003.
Nel corso della sua carriera di sollevatore stabilì tre record mondiali della categoria dei pesi medi, di cui uno nella prova di slancio e due nel totale.
Già dal 1988 Stoičkov si dedicò all'attività di allenatore di sollevamento pesi, arrivando in seguito a diventare responsabile tecnico delle squadre nazionali bulgare maschile e femminile.